# Риштанский район
Риштанский район (тума́н; узб. Rishton tumani / Риштон тумани) — район в Ферганской области Узбекистана. Административный центр — город Риштан.

## История
Риштан — один из самых древних городов Ферганской долины на Великом шёлковом пути, пролегавшим через Фергану. Он имел постоянное водоснабжение, что с эпохи бронзы обусловило устойчивое оседлое земледелие.
А в конце II тысячелетия до н. э. это привело к возникновению на данной территории очень раннего постоянного земледельческого поселения городского типа, что подтверждают свидетельства, в разные годы обнаруженные при археологических раскопках.
В частности, были найдены жилые и ремесленные кварталы городской застройки, производственные постройки (в том числе печи для обжига керамики), а также большая часть северной стороны оборонительной стены древнего города и различные бытовые предметы, которые были датированы началом II—I веками до н. э. и I веком н. э.
К началу арабского завоевания нынешний административный центр Риштан занимал площадь около 200 га, был обнесён мощной оборонительной стеной из битой пахсы и разделён на 2 крепости — Калаи-Боло (верхняя) и Калаи-Поён (нижняя).
Известный российский востоковед, академик В.В. Бартольд в своих исследованиях (Сочинения. Том I. Туркестан в эпоху монгольского нашествия) указывал:

В период между IV и X веками Риштан был одним из крупных городов Ферганской долины.
Арабские путешественники IX—X веков в своих записках указывают отсутствие вокруг города Риштана каких-либо населённых пунктов,.
В 1882—1912 годах Кокандский уезд был разделён на 4 участка (Бачкирский, Бишъ-Арикский, Канибадамский и Пригородный), в которые входили 23 волости.
Административно-территориальное деление уезда, кроме Риштанской, также включало ещё 22 волости:
1. Араванская,
2. Бабайдинская,
3. Бешарикская,
4. Ганжираванская,
5. Жанжалская,
6. Задианская,
7. Исфаринская,
8. Кайнарская,
9. Канибадамская,
10. Каракалпаксухская,
11. Кенагаская,
12. Кипчакская,
13. Кудашская,
14. Лайлакская,
15. Махрамская,
16. Нагуткипчакская,
17. Найманская,
18. Сохская,
19. Ултарминская,
20. Чирчик-Жидийская,
21. Яйпанская,
22. Янгикурганская.

Риштанская волость входила в Бачкирский участок и была разделена на 12 сельских общин (в частности, Акъ-Ирская, Катпутская, Куи-Риштанская, Пандиганская, Тудинская, Юкари-Риштанская и Якка-Карагачская).
Главой волости (мингбоши) в течение 30 лет (1877—1907) являлся общественный деятель, предприниматель, меценат Мухаммад Шокир Мирзохидбай Каландар огли (1834—1918).
За преданную и достойную службу во благо своего народа он был награждён Его Императорским Величеством 3-мя орденами и 3-мя медалями Российской империи.
В 1909 году приставом Бачкирского участка был капитан Иван Ильич Степанов, начальником станции Серово — Владимир Фёдорович Савельев, его помощниками — Марк Тимофеевич Сухотеплый и Иван Алексеевич Машков, волостным управом Риштана — Исмоил Ходжи Мадаминов, народным судьёй — Мулла Израиль Мадхакимов.
В Риштанском врачебном пункте должность врача была вакантной. Фельдшером-акушеркой была Екатерина Петровна Жукова, а фельдшером — Иван Мартович Пулциловский.
Районы были созданы в 1923—1929 годах вместо уездов и волостей, существовавших в Российской империи. До 1926 года существовала Риштанская волость.
Постановлением ЦИК Узбекской ССР № 5 от 29 сентября 1926 года в составе Ферганской области Узбекистана был образован Риштанский район с административным центром в городе Риштан.
В 1934 году в результате развития промышленного производства населённый пункт получил статус посёлка городского типа и был переименован в Куйбышево в честь советского партийного деятеля Валериана Куйбышева.
В годы Великой Отечественной войны на фронт ушло более 13 000 жителей Куйбышевского района. Из них только в первые дни войны добровольцами вступили в Красную Армию более 6000 человек.
Более 5500 риштанцев не вернулись с полей сражений. Многие фронтовики были награждены боевыми орденами и медалями, а двум жителям района — М. Топвалдыеву и Т. Ахмедову присвоено высокое звание Герой Советского Союза.
В самые тяжёлые годы войны риштанцы приняли 3000 эвакуированных семей. Только для помощи блокадному Ленинграду жители Риштана собрали более 6 тонн сухофруктов, 3 тонны зерна, большое количество одежды и около 200 000 рублей.
24 декабря 1962 года Куйбышевский район был упразднён. 9 января 1967 года восстановлен как Риштанский район.
24 ноября 1977 года Указом Президиума Верховного Совета Узбекской ССР посёлку городского типа Куйбышево было возвращено его историческое название Риштан и одновременно присвоен статус города.

## География
Территория Риштанского района составляет 420 км². Он расположен на юге Ферганской долины в предгорьях Алайского хребта, на правом берегу реки Сох, на высоте 482 метра над уровнем моря.
На юге граничит с Баткенской областью Кыргызстана, на западе — с Учкуприкским, на юге — с Багдадским, на востоке — с Алтыарыкским районами Ферганской области.
Расстояние до Ферганы составляет 50 км, до Ташкента — 270 км. Ближайшая железнодорожная станция Фуркат (Серова) находится в 12 км к северу от города.

## Население
Численность населения составляет 180 600 человек, в том числе городское население — 138 600 человек (72,6%) и сельское — 52 000 человек (27,4%). По национальному составу 79% составляют узбеки, 16,4% — таджики, 4% — киргизы и другие национальности.
По населению административный центр Риштан занимает 5-е место в Ферганской области после Ферганы, Коканда, Маргилана и Кувы.
Город поделён на 20 кварталов (махалля): Богистон, Гумбаз, Дахбед, Дехканабад, Дориломон, Зар-Арик, Кози-Ахрор, О. Корабошев, Кошкайрон, Марказ, Минор, Мискин, Навоий, Носгар, О. Собиров, М. Топиволдиев, Тошоголик, Хужа-Илгор и Чинигарон, Шокир-Ата, в которых проживают 49 200 человек (по данным на 2013 год).
Монгольское завоевание XIII века внесло большие изменения в этническую карту Средней Азии. Переселение большого количества монголов-кочевников явилось очень существенным фактором.
Этнические племена барласы, джалаиры, дурмены, мангыты, найманы, ойраты и другие, попав в Среднюю Азию, за короткое время оказались отюреченными по языку.
Данный процесс имел своё продолжение на рубеже XVI века после завоевания Средней Азии Дешт-и-Кипчакскими узбеками (союз тюрко-монгольских племён), когда мигрировали дешт-и-кипчакские племена (бостоны, канглы,  кенегесы, кыпчаки, кырки, минги, сарайы, юзы и другие.
Вследствие этого, с XVI века и в последующем вокруг Риштана начался процесс образования поселения преимущественно с населением тюрко-монгольских племён.
В основном, это были отюреченные племена южных монголов и восточных Дашти-Кипчаков: бостоны, джалаиры, дурмены, канглы, кипчаки, киргизы, кырки, минги, найманы, ойраты, сарайы, юзы и другие.
В 1882 году в волости проживало 17 970 человек. Население состояло из киргизов, сартов, таджиков, узбеков и других. Количество русских по этим данным не превышало 10 человек.
Таджики были основным населением административного центра волости Риштан, с. Калаи-Нау (Абдуллабоен, Калаинов, Хуррамабад), с. Кашкарыян (Кашкарён).
В остальных селениях проживали преимущественно узбеки различных тюркских и отюреченных монгольских племён, в основном, южных-монголов и восточных Дашти-Кипчаков: бостоны, джалаиры (с. Джалаир и Чек-Джалаир), дурмены (с. Дурмонча), кипчаки (с. Кипчак-Пандиган, Урта-Пандиган, Чубурган-Пандиган, Уимаут-Пандиган), киргизы (с. Джайильма), кырки, минги-юзы (с. Ак-Ер, Туда, Дутыр), ойраты (с. Уйрат-Пандиган, Кургонча-Пандиган), сарайы и другие.
Однако не стоит путать их с современными узбеками, имеющими тюрко-иранское происхождение и ведущих исторически оседлый образ жизни, древними предками которых были бактрийцы, согдийцы, ферганцы, хорезмийцы и другие сако-масагетские племена.
В 1909 году Риштанская волость входила в Бачкирский участок. На территории волости проживала 21 811 человек. В таблице, кроме селений Риштанской волости, указаны некоторые селения Задиянской волости, которая ныне входит в состав Риштанского района.
| Население Риштанской волости и прилегающих селений в 1909 году |                   |                    |                                                                             |
| Название селения                                               | Количество дворов | Количество жителей | Преобладающий состав населения (сарты — тюрко-персоязычные, другие племена) |
| Риштан                                                         | 1136              | 6415               | таджики                                                                     |
| Ак-Ер                                                          | 700               | 3730               | узбеки (тюрки, катаганыы, минги, юзы, кырки)                                |
| Задиян                                                         | 617               | 3462               | сарты (тюрки, таджики, катаганыы, минги, юзы, кырки)                        |
| Джалаир                                                        | 345               | 1707               | сарты (джалаиры, кунграты, сарайы, ойраты, хытайы)                          |
| Туда                                                           | 280               | 1510               | узбеки (тюрки, минги, юзы, кырки)                                           |
| Беш-Капа                                                       | 264               | 1345               | сарты (тюрки, катаганы, минги, юзы, ойраты)                                 |
| Джахан-Абад                                                    | 181               | 1032               | узбеки (тюрки, катаганы, минги, юзы, кырки)                                 |
| Юкори-Катпут                                                   | 209               | 1000               | узбеки (тюрки, катаганы, минги, юзы, кырки)                                 |
| Дутыр                                                          | 177               | 932                | узбеки (тюрки, катаганы, минги, юзы, кырки)                                 |
| Дурмонча                                                       | 151               | 822                | сарты (дурмены, найманы, конгураты, сарайы, ойраты)                         |
| Якка-Кайрагач                                                  | 186               | 807                | узбеки (тюрки, катаганы, минги, юзы, кырки)                                 |
| Буджай                                                         | 162               | 800                | сарты (бостоны, кырлыки, сарайы)                                            |
| Джайильма                                                      | 171               | 797                | киргизы                                                                     |
| Авазбай                                                        | 127               | 789                | сарты (тюрки, катаганы, минги, юзы, кырки)                                  |
| Уимаут-Пандиган                                                | 154               | 770                | узбеки (найманы, кипчаки, конгураты, сарайы, ойраты)                        |
| Урта-Пандиган                                                  | 152               | 765                | узбеки (найманы, кипчаки, конгураты, сарайы, ойраты)                        |
| Чек-Джалаир                                                    | 130               | 687                | сарты (джалаиры, найманы, конгураты, сарайы, ойраты)                        |
| Кипчак-Пандиган                                                | 109               | 572                | узбеки (найманы, кипчаки, конгураты, сарайы, ойраты)                        |
| Чубурган-Пандиган                                              | 112               | 552                | узбеки (найманы, кипчаки, конгураты, сарайы, ойраты)                        |
| Вакф-Арбоб                                                     | 123               | 549                | узбеки (тюрки, катаганы, минги, юзы, кырки)                                 |
| Чек-Насриддин                                                  | 117               | 525                | сарты (бостоны, кырлыки, сарайы)                                            |
| Калаи-Нау                                                      | 103               | 496                | таджики                                                                     |
| Булак-Баши-Бало                                                | 109               | 486                | сарты (тюрки, катаганы, минги, юзы, ойраты)                                 |
| Булак-Баши-Паян                                                | 103               | 472                | сарты (тюрки, катаганы, минги, юзы, ойраты)                                 |
| Кургонча-Пандиган                                              | 100               | 448                | узбеки (ойраты, найманы, конгураты, сарайы, кипчаки)                        |
| Кашкарыян                                                      | 93                | 445                | таджики                                                                     |
| Амир-Абад и Хтай                                               | 87                | 425                | сарты (тюрки, катаганы, минги, юзы, кырки)                                  |
| Уйрат-Пандиган                                                 | 110               | 413                | узбеки (ойраты, найманы, конгураты, сарайы, кипчаки)                        |
| Бустан                                                         | 72                | 405                | сарты (бостоны, кырлыки, сарайы)                                            |
| Бутка                                                          | 78                | 391                | сарты (тюрки, катаганы, минги, юзы, кырки)                                  |
| Амир-Абад Кызыл Туршак                                         | 76                | 388                | сарты (тюрки, катаганы, минги, юзы, кырки)                                  |
| Капа                                                           | 50                | 239                | сарты (тюрки, катаганы, минги, юзы, кырки)                                  |
| Дашт-Джалаир                                                   | 43                | 199                | сарты (джалаиры, конгураты, сарайы, ойраты, цыгане, хытайы)                 |
| Куйи-Катпут                                                    | 24                | 112                | узбеки (тюрки, катаганы, минги, юзы, кырки)                                 |
| Калабад                                                        | 13                | 72                 | узбеки (тюрки, катаганы, минги, юзы, кырки)                                 |

Район был одним из мест расселения депортированных крымских татар. Основная масса русскоязычного населения мигрировала в начале 1990-х годов в связи с развалом СССР.

## Административно-территориальное деление
По состоянию на 1 января 2011 года, в состав района входят:
Город
1. Риштан

13 городских посёлков:
1. Авазбай
2. Акъер
3. Бешкапа
4. Бужай
5. Бустан
6. Дутир
7. Зохидан
8. Кайрагач
9. Пандиган
10. Саховат
11. Туда
12. Уйрат
13. Хуррамабад

11 сельских сходов граждан:
1. Акалтын
2. Акъер
3. Бешкапа
4. Бустан
5. Зохидон
6. Кайрагач
7. Мехнатабад
8. Риштан
9. Туда
10. Имени Б. Усманходжаева
11. Яйилма

## Промышленность
С древних времён Риштан был известен как крупнейший в Центральной Азии центр садоводства и производства уникальной глазурованной керамики.
Сейчас в городе есть более 1000 индивидуальных керамических мастерских. В настоящее время также функционируют:
- Завод художественных керамических изделий,
- АО ООО Фарфоровый завод «SIMAX F+Z»,
- СП «Азия Пайинтс Керамик»,
- АО «Риштонтекс»,
- СП «FAYZOKROTEX»,
- СП «РусУзбектекс»,
- СП «Демос-Леда»,
- АО Хлопкоочистительный завод «Риштон пахта тозалаш заводи»,
- кирпичный завод,
- хлебокомбинат.

В регионе производится хлопок, зерно, рис, шёлк, фрукты (особенно урюк), а из промышленных продуктов — керамика и текстиль.

## Экономика
Общее количество действующих субъектов малого бизнеса — 2573, в том числе 1953 фермерских хозяйства (средняя площадь 1-го фермерского хозяйства — 19,5 га). Созданы 2444 рабочих места.

## Образование
В Риштанском районе работают:
- 65 общеобразовательных школ (331 712 учеников, №27 — русско-узбекская),
- 4 профессиональных колледжа (4066 учащихся),
- 2 лицея,
- 36 дошкольных учреждений,
- музыкальная школа,
- Японский научно-образовательный центр (по всей Ферганской долине).

## Медицина
В районе функционируют:
- 4 больницы (на 542 койки),
- 26 амбулаторно-поликлинических учреждений (1 — подростковое),
- 21 сельский врачебный пункт,
- центр здоровья,
- Госсанэпиднадзор,
- Станция скорой и неотложной медицинской помощи.

## Спорт
Спортивная инфраструктура включает:
- 10 стадионов,
- 20 футбольных полей,
- 20 спортивных залов,
- 50 баскетбольных площадок,
- 5 тиров,
- ДЮСШ.

## Транспорт
Через Риштан красной нитью проходит древнейшая магистраль Великого Шелкового пути: Ташкент — Коканд — Риштан — Маргилан — Андижан — Ош — Китай. Автомобильный транспорт соединяет город со всеми городами Узбекистана.

## Культура
Риштанский район является одним из культурных центров Ферганской долины. Уроженцами и жителями района были такие деятели культуры, как поэт, литературовед, переводчик, поклонник восточной поэзии и литературы Навои.
А также Бедиль и член-корреспондент Академии наук Узбекистана Мирзаабдулла Бакий Насреддинов, который дружил с известными поэтами и мыслителями своего времени (Мукими, Фуркат, Мухаййира, Завкий, Нодим Намангоний, Рожий Маргилоний, Рожий Хукандий).
Мирзаабдулла Бакий Насреддинов — поэт и литературовед, перевёл с персидского на узбекский язык произведение-касиду Алишера Навои «Тухфатул-Афкор».
В 1941 году он входил в состав оргкомитета по проведению юбилейных торжеств в честь 500-летия со дня рождения поэта, мыслителя и государственного деятеля Алишера Навои.
Закиров Хамдам Мусаевич — русскоязычный поэт, представитель ферганской школы поэзии, с 2001 года живёт в городе Коувола (Финляндия).
Известны его публикации в «Митином журнале», журналах «Звезда Востока», «Знамя», альманахах «Так Как», «24 поэта и 2 комиссара», «Твёрдый знак», «Черновик», «Орбита», антологии «Освобождённый Улисс»; переводы на итальянский и финский; книга стихов «Фергана» (1996).
Исажон Султон (Султонов Исажон Абдураимович) — писатель, член Союза писателей Узбекистана, заслуженный работник культуры Республики Узбекистан.
Знаменита первая его повесть — «Мольба», а рассказы были опубликованы в различных литературно-художественных изданиях («Лунный родник» и «Чаша на воде» вошли в «Антологию узбекского рассказа XX века»).
В 2010 году художественно-литературным журналом Союза писателей Узбекистана «Звезда Востока» опубликован роман «Вечный скиталец».
У истоков советского узбекского и таджиского театра и кино были риштанцы Эргаш Хамраев, Лютфи Сарымсакова и [[Касымов 
Мухаммеджан|Мухаммеджан Касымов]].
На их выбор профессии актёра большое влияние оказало выступление в 1920-х годах в Риштане передвижной театральной труппы Хамзы Хакимзаде Ниязи с показами пьес «Бай и батрак», «Проделки Майсары» и «Тайны паранджи».
Эргаш Хамраев — один из основателей узбекского кино, кинодраматург, режиссёр, сценарист и один из первых исполнителей главных ролей в узбекских фильмах «Юксалиш/Подъем» (Йулдаш), «Ажойиб иш/Необыкновенное дело» (Эргаш), «Рамазон/Рамазан» (Темур) и «Йигит/Парень» (Пулат).
Его сын Хамраев Али Иргашалиевич пошёл по стопам отца, став режиссёром и сценаристом. Он снял известные фильмы «Где ты, моя Зульфия?», «Красные пески», «Чрезвычайный комиссар», «Седьмая пуля», «Человек уходит за птицами», «Жаркое лето в Кабуле», «Невеста из Вуадиля» и другие.
Лютфи Сарымсакова (Лютфиханум) — актриса театра и кино, народная артистка СССР, создала глубокие образы матерей, борющихся за счастье своих детей.
В театре играла в знаменитых спектаклях «Кумуш хола/Два коммуниста», «Айсара/Гульсара», «Киме/Нурхон», а также в кинофильмах — «Клятва» (мать Азима), «Асаль» (мать Асаль), «На зов вождя» (мать Рустама), «Священная кровь» (мать Юлчи), «Об этом говорит вся махалля» (Мехрихон), «Встречи и расставания» (мать Хафиза).
А самый красивый образ (Фатима опа) она создала в фильме «Ты не сирота», тем самым прославив на весь Узбекистан слово «Ая» (мама по-фергански).
Мухаммеджан Касымов — актёр театра и кино, театральный режиссёр, народный артист СССР. В 1930-е годы обучался у великих мастеров театра и кино: таджикских — Хамида Махмудова и Миркарима Саидова, узбекских — Сафии Туйчибаевой и Фатхуллы Умарова.
С 1931 года служил в труппе Таджикского театра имени Лахути (Душанбе). Лучшие роли в театре: Салих-бай («Бай и батрак»), Городничий («Ревизор»), Отелло («Отелло»), Лир («Король Лир»). Также он снимался в фильмах «Застава в горах», «Дохунда», «Знамя кузнеца», «Как велит сердце» и других.
Хамит Шамсутдинов — актёр театра и кино, режиссёр, педагог, заслуженный артист Российской Федерации, народный артист Республики Башкортостан.
Его роли в кинематографе (фильмы «Всадник на золотом коне», «Емельян Пугачёв», «Возвращение чувств» и «Муса Муртазин») вошли в золотой фонд киноискусства Узбекистана, Башкортостана и России.
В Риштанском районе функционирует Центральная библиотека имени Бакия, 10 клубных учреждений, 8 кинотеатров, парк культуры и отдыха.

## Керамика Риштана
Гончарное производство было популярно еще на заре цивилизаций и одно из достойнейших мест в мире керамики принадлежит мастерам Риштана. Этот промысел возник в Риштане с возникновением поселения. Здесь с древнейших времен была разработана уникальная технология создания керамических изделий. Если раньше гончарством занимались только в городе Риштане, в настоящее время им занимаются во всех населенных пунктах района.
Учеными собраны сведения о мастерах начиная середины XIX — начала XX века, а так же сведения о современных риштанских мастеров. Всего в Риштане в настоящее время работает свыше 1000 мастеров-керамистов.
Абду Джалол (Усто Джалил) — знаменитый гончар Риштана, великий мастер — аксакал Усто (Учитель) для всех гончаров Ферганской долины XVIII—XIX века. Совместно с братом Абду Джамил (Усто Кури) обучившиеся технике производства фаянса — чинни в Кашгаре, Иране и восстановили в Риштане эту древнюю утраченную технику производства. Передали рецепт изготовления посуды чинни ученику Абдулла Кулол (Кали Абдулло).
Абду Джамил (Усто Кури) — знаменитый гончар Риштана, великий мастер — аксакал Усто (Учитель) для всех гончаров Ферганской долины XVIII—XIX века. Совместно с братом Абду Джалол (Усто Джалил) обучившиеся технике производства фаянса — чинни в Кашгаре, Иране и восстановили в Риштане эту древнюю утраченную технику производства. Передали рецепт изготовления посуды чинни ученику Абдулла Кулол (Кали Абдулло).
Абдулла Кулол (Кали Абдулло) — гончар, ученик братьев Абду Джалол (Усто Джалил) и Абду Джамил (Усто Кури), великий мастер — аксакал Усто (Учитель) для всех гончаров Ферганской долины XIX века. Дед гончара, мастер-керамиста «наккоша» Усто Ибрагима Камилова.
Камилов, Ибрагим гончар, мастер-керамист «наккош», представитель седьмого поколения потомственной династии гончаров, внук великого мастер — аксакала Усто (Учитель) для всех гончаров Ферганской долины Абдулла Кулола (Кали Абдулло), народный художник Узбекистана, Лауреат Государственной премии СССР, народный мастер Узбекистана.
Юсупов, Шарофиддин — гончар, мастер-керамист «наккош», Лауреат премии ВЛКСМ, дипломат ЮНЕСКО, члены Ассоциации народных мастеров Узбекистана «Хунарманд», академик — действительный член Академии художеств Узбекистана, сын известного риштанского мастера XX века Юсупова Исамиддина. Учился у своего отца а так же у мастеров Х.Палванова, Х.Саттарова, И.Камилова, М.Исмаилова и Х.Юнусова — лучших мастеров Риштана воспринял традиции кистевой росписи и сюжетных «натюрмортных» композиций. 2005 г. — удостоен ордена «Фадокорона мехнатларини учун».
Усманов Рустам — мастер-керамист в первом поколении. Он единственный из риштанских мастеров, получивший профессиональное художественное образование — в 1980 году окончил Ташкентский театрально-художественный институт по отделению промышленной графики, ученик мастеров Хакимджона Саттарова и Ибрагима Камилова. «Усто наккош», он мастерски владеет искусством росписи, различными технологиями глазурования. Изучает наследие старых мастеров, материалы археологических экспедиций, воссоздает утраченные орнаменты. Один из первых в Риштане, создал в собственном доме открытый музей-мастерскую, в которой помимо собственных изделий представлена интересная коллекция старинной керамики Риштана.
Назиров Алишер — керамист в первом поколении, ученик мастеров Усто Элибоя Далиева, Усто Абдукадыра и его сына Кимсанбоя Абдукадырова. Авторитетом для себя считает мастера Ибрагимова Камилова. «Усто Наккош», талантливый мастер по росписи изделий, один из первых открыл мастерскую школа-керамики где сейчас дает уроки сам мастер и его коллеги-ученики. Создал в собственном доме открытый музей-мастерскую.
Элибаев Ганиджон — потомственной гончар, мастер-керамист, владеет всеми процессами и техниками гончарного ремесла, ученик прославленного Усто Ибрагима Камилова. Более 50 лет занимается гончарным делом, первым в Риштане организовал метод производства гончарных изделий наподобие античного периода, в стиле древнегреческой вазописи, при этом стараясь одновременно сочетать и сохранять традиции народного искусства Риштана.
Известными риштанскими мастерами конца XIX века являлись Абдул Косым Балтабой, Абдурасулев Мадамин Ахун (Усто Мулла Мадамин Ахун), Баба Бой Ниязматов Мелибой (Усто Бой Ниязмат), Баба Салим (Усто Салим), Бачаев Сали, Газиев Маякуб (Усто Якуб — наккош), Мадалиев Абдул Саттор (Усто Абдусаттар), начале XIX век а Абдурасулев Тухтасин, Ахмаджонов Исак (Искандер), Баба Ходжи Мирсалимов, Хамраев Ахмад Али, в середине XX века Бабаходжаев (Бабаев) Замзам, Джаббаров Мазаир (Усто Мулло Заир), Касымов Рустам, Мадалиев Абдул Саттор (Усто Абдусаттар), Мирсадык (Усто Масадик), Муминов Умарали (Усто Умарали), Ортыков Ульмас (Усто Ульмас Ортыкбоев), Палвановы Хатамали и Курбанали, Ташкулол Усто, Тохта-бачча (Усто Тохта), Усманов Хайдар (Усто Хайдар), Хайдаров Кадар (Усто Абдукадир), Шерматов Узакбой (Усто Узак), Шосалимов Хайдар (Усто Хайдар), Юнусов Холмат (Усто Холмат),Юсупов Исамиддин.
Произведения риштанских мастеров входят в коллекции Государственного музея искусств Узбекистана, Дирекции художественных выставок Академии художеств Узбекистана, Ферганского областного краеведческого музея, Музея искусств народов Востока в Москве, Музея этнографии в Санкт-Петербурге, Государственного Эрмитажа, Музея керамики Асакура-сан в Комацу (Япония) и другие зарубежные собрания.

## Рис чонгара
Чон-Гара — село в Риштанском районе Ферганской области республики Узбекистан, село входит в сельский сход граждан Риштан. Занимает территорию эксклава Северный Сох, по правому берегу реки Сох. Население в основном киргизы, занимаются преимущественно рисоводством и скотоводством.
Жители села испокон веков выращивали рис и, в частности, один из самых лучших и дорогих сортов девзиры, получивший имя по названию села Чонгара. Рис Чонгара — белый, без обычной для девзиры красной полоски вдоль зерна. В нём содержится намного больше крахмала, чем в других сортах девзиры, при этом он сохраняет её лучшие качества, легко впитывает в себя огромное количество воды, оставаясь при этом лёгким и рассыпчатым. Большое количество крахмала в Чонгаре после некоторого прожаривания придаёт плову неповторимый сладковатый привкус в дополнение к оригинальному и очень аппетитному аромату, присущему этому сорту риса.
Своими вкусовыми особенностями этот сорт риса во многом обязан воде реки Сох, которая насыщена полезными микроэлементами. Сох — одна из семи рек Средней Азии (наряду с Пяндж, Бартанг, Яхсу, Маркансу, Верхний Чирчик, Чаткал), где одним из главных микроэлементов, входящих в состав воды, является золото.
Сталик Ханкишиев — кулинар, писатель и фотограф. Автор кулинарных книг, посвящённых в основном восточной кухне:

Этот рис выращивается в округе городов Коканд и Риштан. Он абсолютно белый, имеет характерную для девзиры вытянутую форму. Выдерживается он обычно лишь несколько месяцев, воду впитывает очень быстро, вырастая при этом в размерах. А сало и масло он впитывает не очень сильно, по сравнению с остальными видами девзиры, благодаря чему плов получается необычайно лёгким, как бы диетическим. Этот рис хорошо подходит в Бахш и любые узбекские блюда с рисом.
Лилия Николенко — известный кулинар Узнета, автор проекта AZU.uz, автор книги «Узбекская домашняя кухня»:

Чунгара имеет особый, слегка сладковатый вкус. И еще есть во вкусе чунгары вкусовые оттенки, которые я пока не могу выразть словами. Так что, как будете в Ферганской долине, непременно купите чунгары. Жемчужного цвета, с тяжелым, длинным зерном с характерной бороздкой. Дома будете риштанский плов готовить. Продукты все доступны в любом краю. Вот, разве только чунгара…. Но на сегодняшний день, я крепка во мнении, что плов Риштанский возглавляет рейтинг узбекских пловов. Со мной очень спорят самаркандцы, андижанцы и адепты ташкентского чайханского плова, но пока меня не переубедить. В Риштане, еще много чудес. Там наши великие гончары, там риштанская керамика цвета неба. 
.

## Достопримечательности
- Городище древнего Риштана на территории действующего кладбища «Сохиби Хидоя».
- Древняя корихона (IX век).
- Мечеть Ходжа Илгор (XIX век).
- Тошкелинчак.
- Хазрати Хизир.
- Йигитпирим.
- Хужа Рушнойи.
- Гончарный музей-мастерская Ш. Юсупова, Р. Усманова и А. Назирова.

## Известные уроженцы
- Абду Джалол (Усто Джалил) — гончар, великий мастер всех гончаров Ферганской долины (XVIII—XIX века).
- Абду Джамил (Усто Кури) — гончар, великий мастер всех гончаров Ферганской долины (XVIII—XIX века).
- Абдулла Кулол (Кали Абдулло) — гончар, великий мастер всех гончаров Ферганской долины (XVIII—XIX века).
- Азизходжаев Алишер (1953—2012) — учёный, государственный и общественный деятель, заместитель премьер-министра, доктор юридических наук, профессор.
- Ахмедов Тухтасин (1915—2000) — участник Великой Отечественной войны, Герой Советского Союза.
- Боййигитов Ортикбой — хлопкороб, участник Великой Отечественной войны, Герой социалистического труда (1922).
- Халил ибн Абу Бакр ибн Мухаммад ар-Риштоний - исламский мыслитель, учёный, философ, богослов, законовед-фикх,(XI век)
- Умар ибн-Хабиб Зандарамши аль-Риштоний - исламский мыслитель, учёный, философ, богослов, законовед-фикх,(XII  век)
- Абдулжамил ибн Халил ибн Абу Бакр ар-Риштоний - исламский мыслитель, учёный, философ, богослов, законовед-фикх,(XII век)
- Хусомиддин ибн Халил ибн Абу Бакр ар-Риштоний - исламский мыслитель, учёный, философ, богослов, законовед-фикх,(XII век)
- Абу Бакр ибн Ҳотам ал-Ҳаким ар-Риштоний - исламский мыслитель, учёный, философ, богослов, законовед-фикх, учитель Бурхануддина ал-Маргилани ар-Рошидоний.(XII век)
- Бурхануддин ал-Маргилани ар-Рошидоний (1123—1197) — исламский мыслитель, учёный, философ, богослов, законовед-фикх, Шейх-уль-ислам (XII век).
- Имомуддин ал-Марғиноний ар-Риштоний — исламский мыслитель, учёный, философ, богослов, законовед-фикх, Шейх-уль-ислам (XII-XIII век).
- Низомуддин ал-Марғиноний ар-Риштоний — исламский мыслитель, учёный, философ, богослов, законовед-фикх, Шейх-уль-ислам (XII-XIII век).
- Жалолиддин ал-Марғиноний ар-Риштоний — исламский мыслитель, учёный, философ, богослов, законовед-фикх, Шейх-уль-ислам (XII-XIII век).
- Зайниддин ибн Имомуддин ал-Марғиноний ар-Риштоний  — исламский мыслитель, учёный, философ, богослов, законовед-фикх, Шейх-уль-ислам (XIII век).
- Вахидов Хамид Пазылович — участник Великой Отечественной войны, доктор философских наук, профессор, заслуженный юрист, заслуженный деятель науки Республики Узбекистан (1925).
- Закиров Хамдам — русский поэт, представитель ферганской школы поэзии.
- Камилов Ибрагим — мастер-керамист, лауреат государственной премии СССР, народный художник Республики Узбекистан, народный мастер Узбекистана.
- Касымов Мухаммеджан (1907—1971) — актёр театра и кино, народный артист СССР.
- Мавлавий Чубин Мулло Асроркул — математик, астроном XIX века, сын Туйчи Мирзы.
- Мирзахидбаев Шокирхон Каландарович (Шокир-Ота) (1834—1918) — государственный и общественный деятель, предприниматель, меценат, глава города Рошидон.
- Насреддинов Мирзаабдулла Бакий (1882—1967) — поэт, литературовед, переводчик, академик Академии наук Узбекистана.
- Нишонов Бобожон — мастер-керамист, «наккош», народный художник Республики Узбекистан.
- Пазыль-Аталык — глава города Рошидон, правитель Ферганы (1701—1704).
- Рахимов Комолиддин — хлопкороб, Герой социалистического труда (1928).
- Сарымсакова Лютфи (Лутфихоним) (1896—1991) — актриса театра и кино, народная артистка СССР.
- Солиев Тухтасин Солиевич — доктор медицинских наук, профессор, заслуженный работник здравоохранения Республики Узбекистан (1934).
- Исажон Султон — писатель, член Союза писателей Узбекистана, Заслуженный работник культуры Республики Узбекистан (2014), Народный писатель Узбекистана (2021).
- Топвалдыев Мамадали (1919—1969) — Участник Великой Отечественной войны, Герой Советского Союза.
- Турдиалиев Давлат (1962—2014) — известный журналист, спортивный комментатор, бывший директор телеканала «Спорт» НТРК Узбекистана.
- Усманходжаев Бузрукходжа (1896—1977) — государственный и общественный деятель, Герой социалистического труда.
- Хасан Кулол ар-Рошидоний — Усто Пири -  гончар, великий мастер, основоположник глазуревой керамики в Риштане (IX в).
- Хамраев Эргаш (1909—1942) — один из основоположников узбекского кино и первых исполнителей главных ролей в Узбекфильме.
- Хатамова Канаотхон — заслуженная артистка Республики Узбекистан.
- Худойкулов Мухтор — поэт, писатель, журналист, доктор филологических наук, профессор.
- Шамсутдинов Хамит Мухамадеевич — заслуженный артист Российской Федерации, народный артист Республики Башкортостан.
- Эргашев Зафар Сабирович — почётный консул Узбекистана в Таиланде.
- Юсупов Шарофиддин — мастер-керамист, «наккош», академик Академии художеств Узбекистана.